# Департамент по информатика (Единбургски университет)
Департаментът по информатика е академично звено в рамките на Единбургския университет, създадено през 1998 г. от съществувалите преди това Департамент по изкуствен интелект и Изследователски център за човешка комуникация.
Известен е основно с изследователската си дейност в областите изкуствен интелект, компютърна лингвистика, системна биология и теоретични компютърна науки, но допринася и в много други области от информатиката.
Понастоящем в състава му влизат 130 души, от които 75 са академичен персонал. Изследователска дейност провеждат 250 студенти, а други 475 следват в магистърска и бакалавърска форма на обучение.
През 2010-2011 г. класацията на вестник „Гардиън“ поставя Департамента по информатика на Единбургския университет на първо място в Обединеното кралство.

## Изследователска дейност
Периодично провежданото от организацията HEFCE изследване на научния потенциал (Research Assessment Exercise) дава оценка 5* A на Департамента по информатика към Единбургския университет. Това е най-високата възможна оценка и понастоящем никой друг департамент по компютърни науки в рамките Обединеното кралство не успява да я постигне. Департаментът традиционно се счита за световен лидер в областта си, стоящ наравно с водещите институти от Съединените щати.
В състава му влизат 6 изследователски института.

#### Институт за адаптивни и невронни изчисления
Теоретично и опитно изследване на процесите, протичащи в мозъка. Конструиране на изкуствени обучаващи се системи, базирани на дисциплини като неврология, когнитивна психология, компютърни науки, математика и статистика.

#### Център за интелигентни системи и тяхното приложение
Теоретични и практически разработки целящи изглаждане на модели за представяне на данни и логическо разсъждение.

#### Институт по комуникация и колаборативни системи
Изследователска дейност фокусираща се върху обработката на естествени езици под формата на текст, говор или други разновидности на комуникация.

#### Институт по изчислителни системни архитектури
Архитектурно проектиране на нови компютърни системи. Постигане на по-висока производителност и мащабируемост, разработка на компилатори, езици и протоколи.

#### Институт по перцепция, действие и поведение
Статистически методи за самообучение, компютърно зрение, роботика, компютърна графика и визуализация.

#### Лаборатория по фундаментални компютърни науки
Изследване и приложение на фундаменталните изчислителни модели и методи за комуникация. Формални модели, математически теории и софтуерни инструменти.
Планирано е да бъде сформиран институт по информатика и природни науки през 2007 г.